# Lodewijk Parisius
Lodewijk Rudolf Arthur Parisius (23 de julio de 1911 en Surinam – 14 de diciembre de 1963) fue un saxofonista tenor de Surinam/Países Bajos conocido por su nombre profesional como "Kid Dynamite". Se destacó por mezclar el jazz con el kaseko de Surinam.
También apoyó el reconocimiento y popularidad de Coleman Hawkins en los Países Bajos. Falleció en un accidente de tránsito en Alemania.